# Лінденія чотирилисткова
Лінденія чотирилисткова (Lindenia tetraphylla) — вид бабок з родини дідки (Gomphidae).

## Опис
Тіло завдовжки 69-80 мм, довжина черевця — 49-57 мм, довжина заднього крила 36-40 мм. На кінчику черевця є листкоподібні утворення, які надають тонкому черевцю булавоподібну форму. Основне забарвлення блідо-жовте з темно-коричневими або чорними мітками різного розміру. Крила прозорі. Птеростигма світло-коричнева.

## Поширення
Вид поширений в Південній Європі, Західній та Середній Азії від Західного Середземномор'я до Афганістану. Трапляється в Північній Африці: популяція в Алжирі здається вимерла, але вид виявлений також в Тунісі. В Україні вперше знайдений у 2013 році в Криму.

## Охорона
Lindenia tetraphylla охороняється в Європі і занесена до Додатку ІІ Бернської конвенції (охоронна категорія: вид підлягає особливій охороні).